# Edgware Road (Circle, District and Hammersmith & City lines)
Pour les articles homonymes, voir Edgware Road (métro de Londres).
Edgware Road (sub-surface lines) (prononcez [ˈedweər rəʊd]) est une station des lignes : Circle line , Hammersmith & City line et District line du métro de Londres, en zone 1. Elle est située sur la Chapel Street à Edgware Road, dans la Cité de Westminster.
Une autre station portant le même nom, au nord de celle-ci, dessert la Bakerloo line. Toutes deux sont situées sur Edgware Road, à environ 150 m l'une de l'autre.

## Situation sur le réseau
Cette station, la plus au sud, fait partie des lignes Hammersmith & City line, Circle Line et de la District line, dont elle est un des terminus. Elle est située entre les stations Baker Street et Paddington pour les lignes Hammersmith & City et Circle Line.

## Histoire
La station a été frappée le 7 juillet 2005 par un attentat attribué au réseau terroriste Al-Qaïda.

## Services aux voyageurs

### Desserte

Installations et desserte
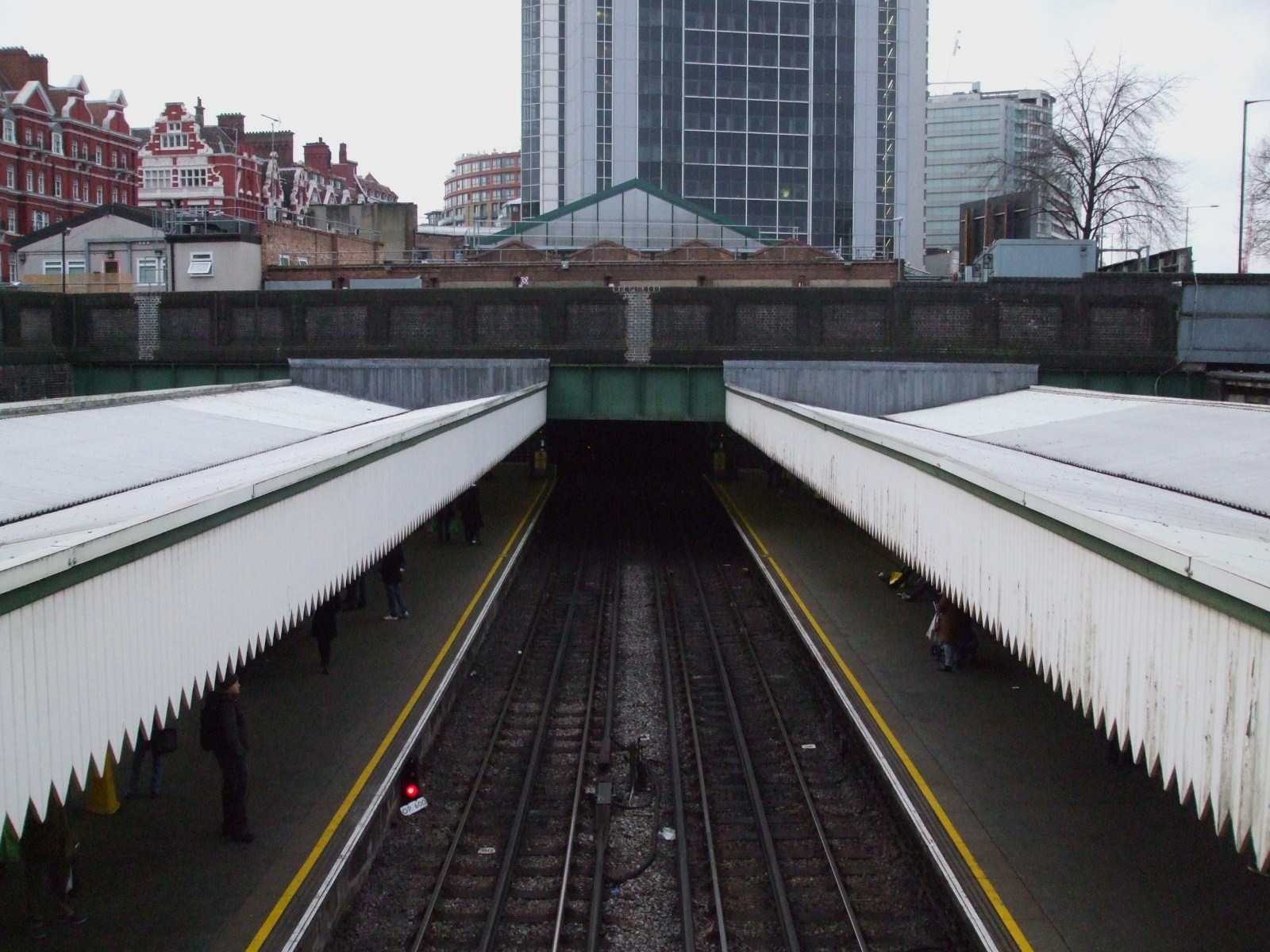
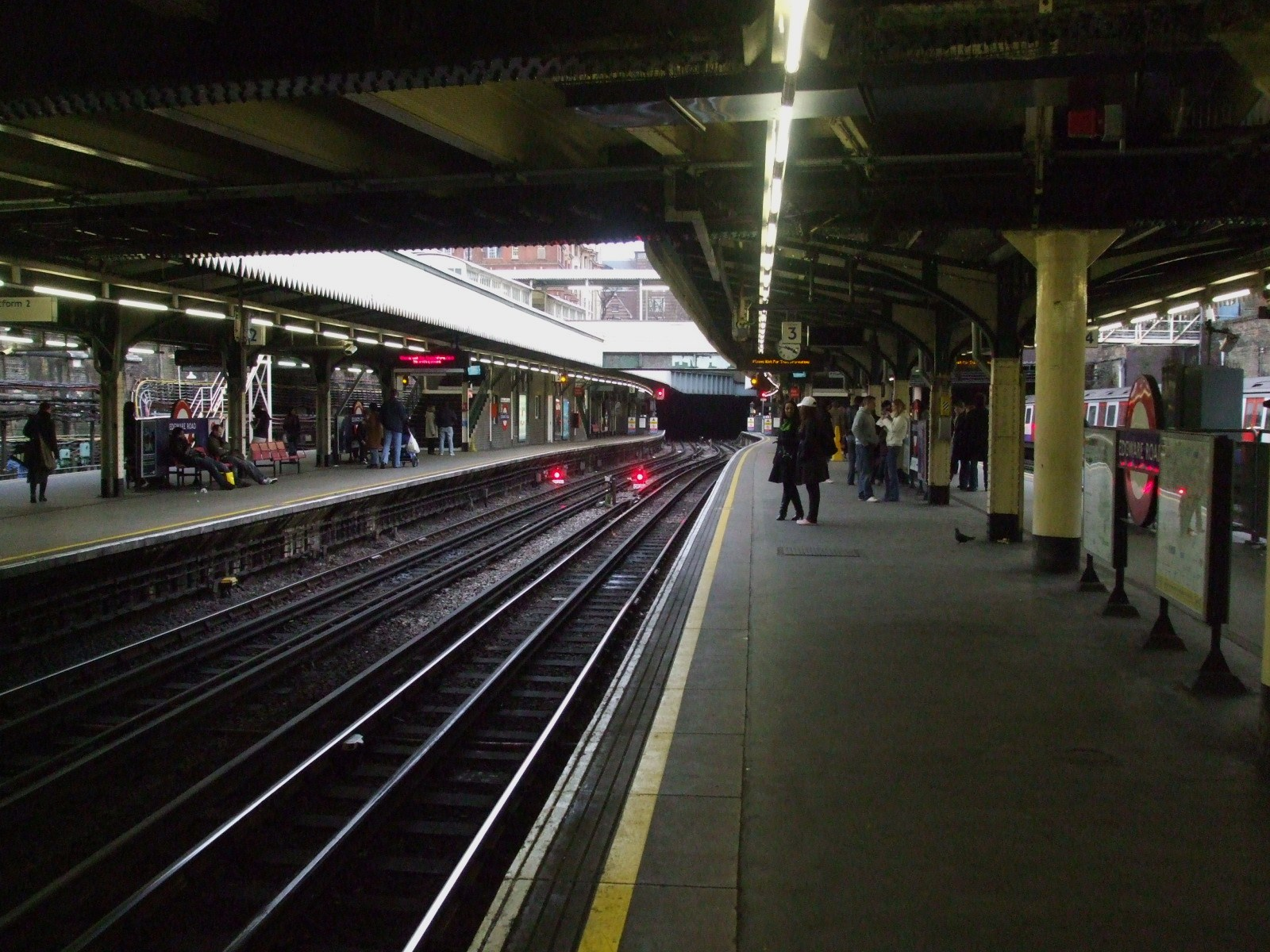
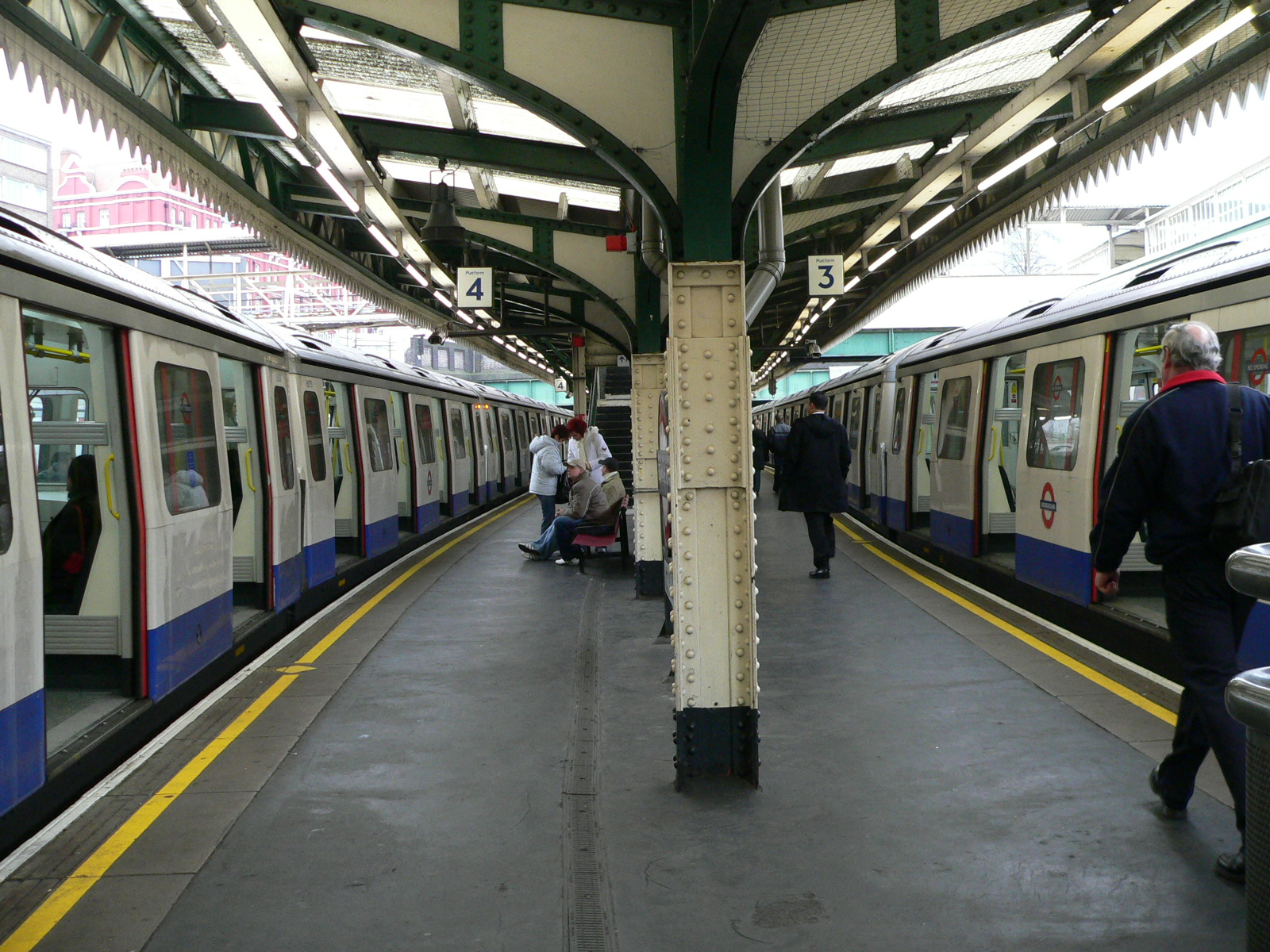

## À proximité
- Edgware Road